# Ernest Chuard
Ernest Chuard (31 de Julho de 1857 - 9 de Novembro de 1942) foi um político da Suíça.

## Carreira
Ele foi eleito para o Conselho Federal suíço em 11 de dezembro de 1919 e assumiu o cargo em 31 de dezembro de 1928. Ele era afiliado ao Partido Democrático Livre.
Durante seu mandato, ocupou o Departamento de Assuntos Internos e foi Presidente da Confederação suíça em 1924.